# 조성식
조성식(趙成植, 1922년 9월 2일~2009년 12월 23일)은 대한민국의 언어학자이다.
황해도 해주 출신으로, 1943년에 경성제국대학 예과문과과정을 마쳤으며, 1946년에 같은 학교의 법문학부에서 영어학 전공으로 학사학위를, 1983년에 고려대학교에서 명예문학박사학위를 받았다.

## 경력 사항
경성제국대학 예과 전임강사를 거쳐, 1950년 미국 미시간 대학교에서 교환교수로 재직하였다.
또한 같은 해에 미국 극동군사령부 및 미8군사령부 문관을 거쳐, 1954년부터 1959년까지, 서울대학교 영어영문학과 교수, 1959년부터 1988년까지 고려대학교 영어영문학과교수를 역임했고, 1988년에 정년퇴임한 후에는 고려대학교에서 명예교수로 재직하였다.
또한 1965년부터 1967년까지 영어영문학회 회장 등을 지냈으며, 1981년 8월 12일에 대한민국학술원의 회원으로 선출되었다.

## 영문법 연구 및 셰익스피어 구문 연구
그는 60여년을 헤아리는 연구 역정을 오로지 영어학과 영문법 연구에 바쳤다. 이러한 노력의 결과에 따라 1983년에 첫 번째 권을 낸지 10년만인 1993년에 전 5권에 걸친 영문법연구라는 책이 완성되었다.
또한 정년퇴임 후 칠순에 접어들어서 37편이 되는 셰익스피어 희곡의 텍스트를 세밀하고 정확하게 읽고 난 다음, 시제, 서법, 수등 각 문법 범주의 내용을 구체적으로 뒷받침하기 위해 텍스트 안에서 수많은 용례를 수집하고, 정리하고, 이러한 용례에 대한 정확한 '번역'을 붙이는 작업에 매달린 끝에 2007년 2월에 2권 분량의 셰익스피어 구문론(Shakespeare-Syntax)을 발간했다.

## 사망
2009년 12월 23일 오전10시에 타계했다.

## 저서
- 1949년 《고등영문법》, 청구출판사
- 영어학 개설
- 영어문법론연구
- 영어발달사
- 영어학개론
- 영문법연구
- 신표준영문법
- 영문법개론
- 영어와 더불어
- 셰익스피어 구문론

## 상훈
- 미8군 사령관 공로포상 (1954년 4월)
- 세계평화교수협의회 아카데미상 (1979년 3월)
- 국민훈장 모란장 (1988년 2월)
- 삼일문화재단 3·1문화상 (학술) (1990년 3월)

## 참고 문헌
- 대한민국학술원 회원정보(조성식)
- '영문법의 대가' 조성식 前 교수 별세 - 연합뉴스 2009년 12월 23일(2009년 12월 29일 확인)